# Enrico Degano
Pour les articles homonymes, voir Degano.
Enrico Degano est un coureur cycliste italien né le 11 mars 1976 à Gorizia. 

## Biographie
Enrico Degano a été professionnel entre 1999 et 2008. Il compte 24 victoires à son palmarès.

## Palmarès
- 1997
  - 1re étape du Tour de Croatie
- 1998
  - Coppa Città di Melzo
  - Coppa Fratelli Paravano
- 1999
  - 2e et 7e étapes du Tour de Langkawi
  - 3e étape du Tour de Slovénie
- 2000
  - 3e étape du Memorial Cecchi Gori
  - 2e étape du Grand Prix Jornal de Noticias
- 2001
  - 2e et 5e étapes du Tour de Langkawi
- 2002
  - 3e étape du Tour de Langkawi
- 2003
  - 9e étape de la Course de la Paix
  - 5e étape du Ster Elektrotoer
- 2004
  - Critérium des Abruzzes
  - 3e étape du Brixia Tour
  - 5e étape du Tour de Grande-Bretagne
  - 3e du championnat d'Italie de poursuite par équipes
- 2005
  - 1re et 5e étapes du Ster Elektrotoer
  - 2e du Grand Prix de la ville de Zottegem
  - 3e du championnat d'Italie de la course aux points
- 2006
  - 2e et 4e étapes du Grand Prix International Costa Azul
  - 2e étape du Tour de l'Alentejo
  - 1re étape du Grand Prix International CTT Correios de Portugal
  - 2e du Prix de Misano-Adriatico
- 2007
  - 1re étape du Grand Prix International CTT Correios de Portugal

## Résultats sur les grands tours

### Tour de France
1 participation
- 2007 : abandon sur chute (7e étape)

### Tour d'Italie
3 participations
- 2000 : abandon (14e étape)
- 2001 : abandon (11e étape)
- 2002 : 138e

### Tour d'Espagne
1 participation
- 2001 : abandon (6e étape)